# Weserbrücke (Minden)
Die Weserbrücke Minden ist eine Stadtbrücke über die Weser und verbindet im Zuge der heutigen Landstraße 534 das am linken Weserufer gelegene Stadtzentrum der ostwestfälischen Stadt Minden mit den Stadtteilen auf dem rechten Weserufer. An dieser Furt über die Weser kreuzten sich bereits mittelalterliche Handelswege.

## Lage
Über die Weserbrücke Minden verläuft die heutige Landstraße 534, die die Mindener Innenstadt ausgehend von der Bundesstraße 61 mit dem rechten Weserufer verbindet und so gleichzeitig einen Stadtzugang aus Osten über den Weserfluss ermöglicht. Zugleich ist der Brückenschlag der direkte Zugang zu dem auf dem rechten Weserufer liegenden Fernbahnhof der Stadt Minden und führt gen Osten weiter über die Victoriastraße und die Grille bis zur Landesgrenze nach Niedersachsen; also weiter in Richtung Bückeburg und Hannover. Er folgt damit der alten Straße, die die Stadt Minden über die Weserfurt die weiter nach Osten verband. Lange Zeit war diese Brücke der letzte feste Übergang an der Weser bis ins weserab gelegene rund 110 km entfernte Bremen.

## Beschreibung
Die Stabbogenbrücke wurde in den Jahren 1976/-77 im Zuge der Neuordnung des Straßenverkehrs der Stadt Minden neu erbaut und ersetzte den Vorgängerbau, eine sichelförmige Fachwerkbogenbrücke mit abgehängter Fahrbahntafel. Gleichzeitig wurde die neue Fahrbahn von zwei auf sechs Fahrstreifen erweitert, ohne die nicht mehr benötigten Straßenbahnschienen wieder einzubauen. An der neuen, jetzigen Brücke sind die Brückenbogen und der Brückentafel aus Stahl ausgeführt und nördlich der alten Brücke auf dem östlichen Ufer vorgefertigt worden. Anschließend wurde sie über die Weser neben die alte Brücke eingeschoben. Hier wurde sie provisorisch in Betrieb genommen und nach Abriss der alten Brücke nach Süden querverschoben. Die sich westlich und östlich anschließenden Vorflutbrücken wurden auf den alten Pfeilern erweitert, wobei die Pfeiler einen Vorbau erhielten, um die Auflagefläche zu verbreitern. Am östlichen Ufer entstanden so vier Öffnungen am westlichen Ufer eine Öffnung. Die Stahlbögen sind nicht miteinander verbunden und in gauer Farbe gehalten. Unter der Brücke im Überflutungsbereich der Weser ist der Boden aufgepflastert und wird am Westufer als Parkfläche zur Mindener Schlagde genutzt, am Ostufer ist es ein Behelfsparkplatz. Hier sind im Rahmen des Masterplans der Stadt Minden neue Nutzungsmaßnahmen angedacht.

## Geschichte

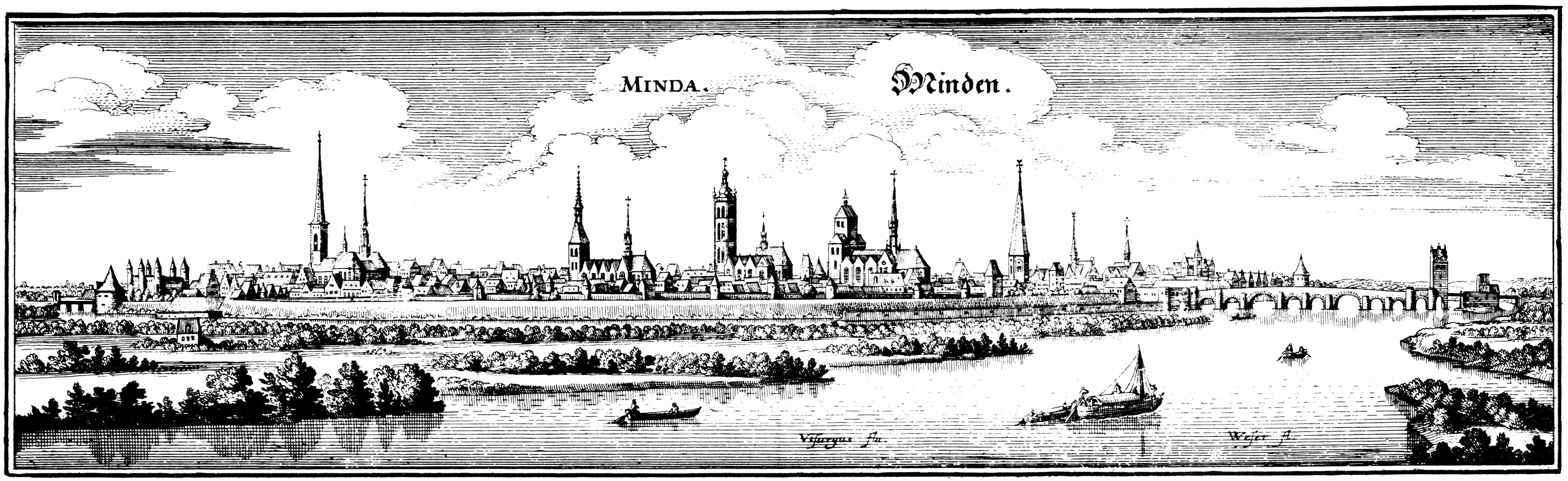
Die steinerne Weserbrücke in Minden im 17. Jahrhundert, Kupferstich von Merian

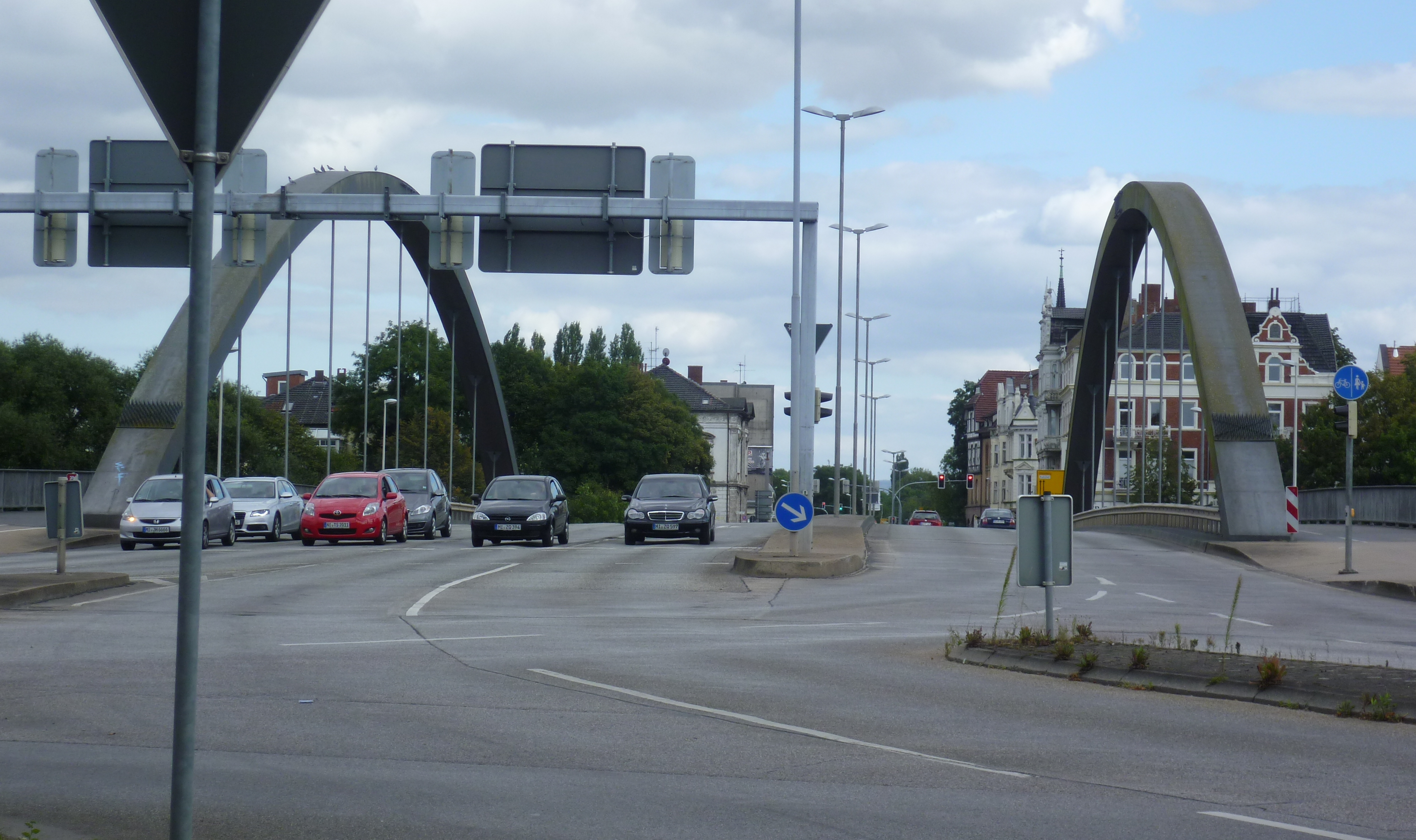
Die Straße über die heutige Weserbrücke vom Westlichen Ufer aus

Die erste Weserbrücke wurde in einer Urkunde vom 12. Juni 1258 erstmals erwähnt. Schon vorher befand sich hier an der Aufweitung des Weserflusses nach dem engen Weserdurchbruch Porta Westfalica eine Furt. Die ersten hier entstandenen Brücken waren aus Holz, später wurden erste Torbogenbrücken aus Stein gebaut. Da die Stadt Minden eine Festung war, wurde der Zugang zur Stadt am westlichen Ufer der Brücke durch das so genannte Wesertor geschützt.
Die bereits im 13. Jahrhundert erwähnte hölzerne Weserbrücke in Minden wurde 1594–1597 durch eine Steinbrücke ersetzt. Diese Steinbrücke wurde 1813 von französischen Truppen gesprengt, als Napoleon auf seinem Rückzug die Weser an dieser Stelle überquert haben soll. Später wurde sie notdürftig repariert und 1871–1874 durch eine Stahlbrücke mit zwei Fachwerkbögen ersetzt. Am 11. Mai 1915 wurde eine neue Weserbrücke ohne Pfeiler errichtet, die bald darauf auch Schienen erhielt und den dichten, ab Ende 1920 elektrischen Straßenbahnverkehr zum Bahnhof bewältigte. Um diese neue Brücke zu bauen, wurde die alte Zweibogenbrücke mit Strompfeiler in der Mitte nach Norden verschoben und an der alten Stelle die neue Weserbrücke gebaut. Die Brücke wurde 1945 durch deutsche Truppen gesprengt. Die britischen Pioniere errichteten daraufhin im Süden eine bewachte hölzerne Notbrücke mit zwei Richtungsfahrbahnen. Sie hatte den Namen „Francis Bridge“. Die eigentliche Weserbrücke wurde in den Folgejahren bis 1947 wieder instand gesetzt. Die Straßenbahn verkehrte bis 1957 über diese Brücke.
Im Jahr 2017 musste die Brücke nach Schadensfeststelliung an der Fahrbahn saniert werden: Erneuerung des Fahrbahnbelags, Kappe auf der Nordseite entrostet und der nördliche Brückenbogen entmoost, entrostet und neu gestrichen, anschließend das gleiche am Südteil. Die Arbeiten dauerten bis November 2017 und kosteten einschließlich Planungsleistungen 2,1 Millionen Euro. Am 21. Juni 2018 ist die Brücke wieder für den Verkehr freigegeben worden.